# Agustín Sancho
Pour les articles homonymes, voir Sancho.
Agustí Sancho Agustina, plus connu comme Sancho, né à Benlloch (Espagne) le  18 juillet 1896 et mort à Barcelone (Espagne) le 25 août 1960, est un joueur de football espagnol.
Ce milieu de terrain réalise l'essentiel de sa carrière au FC Barcelone (de 1916 à 1928, excepté une saison). Il y remporte quatre fois la coupe du Roi (en 1920, 1922, 1925 et 1926) et sept fois le championnat de Catalogne.
Il fait partie de la sélection espagnole qui remporte la médaille d'argent lors des Jeux olympiques de 1920 d'Anvers. Il compte à la fin de sa carrière trois sélections avec la Roja.

## Carrière

### Joueur
- 1915-1916 :  CE Sans
- 1916-1922 :  FC Barcelone
- 1922-1923 :  UE Sants
- 1923-1928 :  FC Barcelone
- 1928 :  CE Sabadell